# إحسان دعدوش
إحسان دعدوش (14 نوفمبر 1967 -)، ممثل عراقي.

## مشواره المهني
تخرج من معهد الفنون الجميلة 1989 قسم التمثيل وخريج كلية الفنون الجميلة2004 قسم السينما والمسرح وحاصل على شهادة الماجستير عام 2015 والدكتوراه سنة تخصص تلفزيون عمل موظفا حكومي وشغل وظيفة مشرف فني بدائرة النشاط الفني والرياضي المدرسي الكرخ الأولى وشغل منصب رئيس قسم المسرح بدائرة النشاط المدرسي الكرخ الأولى.
انضم إلى فرقة شهرزاد للفنان راسم الجميلي الذي قدم الدعم له وبدايته كانت مع مسرحية «فضائح بالمزاد» ومسرحية «الإمبراطور وسعيد»

### حياته الأسرية
متزوج وله ثلاثة بنات وولد واحد 

## إسلوبه في التمثيل
اعتمد على مجموعة انساق بنائية ومعنوية ولغوية واسلوبية دالة على اسلوب يصل إلى المشاهد بسرعة، فتتزامن ضحكة المتلقي مع المشهد، بل وتستقر في مخيلة المشاهد ويتنظر المشهد المقبل لعله اكثرعمقا وأكثر متعه، وذلك عن طريق مايثيره هذا المبدع من تقديم اسلوب شعبي يعتمد التلقائية في التعبير والوعي في طرح كوميديا في زمن معبأ بالنكبات والويلات، وقد تكون ملامحه المألوفة ووسامته لها دور في امتلاكه جواز المرور إلى قلب المشاهد العراقي، وما يؤكد ذلك تداول مقطع من برنامج شارك فيه علي جابر على شبكة التواصل الاجتماعي يظهر قدرته على زرع البسمة دون أن يكون في مشهد تمثيلي.

## أعماله

### في التلفزيون
| سنة الإنتاج | اسم المسلسل             | الشخصية       |
| 2024        | عالم الست وهيبة 2       | حسيب          |
| ----------- | ----------------------- | ------------- |
| 2021        | دولاب الدنيا            |               |
| 2020        | كومه دي                 |               |
| 2019        | العرضحالجي              | (قندس)        |
| 2019        | حامض حلو                |               |
| 2019        | كومه دي                 |               |
| 2018        | دراما نص كوم            |               |
| 2018        | زرق ورق فور             |               |
| 2018        | شاب جات                 |               |
| 2019        | زرق ورق                 |               |
| 2017        | راحة وتعب               |               |
| 2016        | هاشتاك                  |               |
| 2016        | غسل ولبس                | (أدوار عديدة) |
| 2015        | زرق ورق تو              |               |
| 2014        | زرق ورق                 |               |
| 2014        | حبزبوز                  |               |
| 2013        | فيتامين                 |               |
| 2012        | القناص 1006             |               |
| 2012        | أوان الحب               |               |
| 2011        | سنوات تحت الرماد        |               |
| 2011        | قيس وليلى               |               |
| 2010        | كناري- تمثيلية          |               |
| 2007        | جحيم الفردوس            |               |
| 2007        | كاريكتر                 |               |
| 2005        | شوف عالمكشوف            |               |
| 2004        | باشاوات آخر زمن         |               |
| 2004        | حب وحرب (ج2)            |               |
| 2003        | حب وحرب (ج1)            |               |
| 2003        | عشنا وشفنا              |               |
| 1999        | برج العقرب الجزء الثاني |               |
| 1998        | عالم الست وهيبة         | حسیب          |

### رسوم متحركة
| سنة الإنتاج | اسم العمل       | الشخصية                |
| ----------- | --------------- | ---------------------- |
| 2018        | فشافيش          | (دعبول وعلولي والسليت) |
| 2015        | العتاك          | علولي                  |
| 2014        | حبزبوز          | (حبزبوز)               |
| 2013        | شلش من حي التنك | دعبول                  |

### في المسرح
| سنة الإنتاج | المسرحية               | الشخصية |
| ----------- | ---------------------- | ------- |
| 2022        | ضحك ولعب وجد وحب       |         |
| 2009        | مسرحية اللي يريد الحلو |         |
|             | فخفخة في أمريكا        |         |
|             | الإمبراطور وسعيد       |         |
|             | فضائح بالمزاد          |         |

### في السينما
| سنة الإنتاج | الفيلم      | الشخصية |
| ----------- | ----------- | ------- |
| 1998        | مخالب النمر |         |

### تقديم البرامج
| سنة الإنتاج | اسم البرنامج     | عرض على         |
| ----------- | ---------------- | --------------- |
| 2019،2020   | الليلة ويا دعدوش | إم بي سي العراق |

## إصابته بفيروس كورونا
في يوم 29 حزيران عام 2020، أعلن الممثل إحسان دعدوش عن إصابته بمرض فيروس كورونا
 وفي السادس من يوليو 2020 أعلن شفائه منه

## جوائز
- العراق: جائزة أفضل ممثل بمهرجان (حقي الشبلي) لعام 1985[17]
- العراق: جائزة أفضل ممثل بمهرجان عيون الخامس عن دوره في (كارتون حبزبوزي) 2014
- العراق: تكريم بدرع الجواهري وقلادة الإبداع باسم الملتقى الإذاعي والتلفزيوني 2018[18]

## وصلات خارجية
- إحسان دعدوش على موقع قاعدة بيانات الأفلام العربية